# Planet Sheen
Jimmy Neutron
Planet Sheen est une série télévisée d'animation américaine en 26 épisodes de 25 minutes créée par John A. Davis, Keith Alcorn et Steve Oedekerk, basée sur des personnages imaginés par John A. Davis et diffusée sur Nickelodeon, entre le 2 octobre 2010 et le 15 février 2013.
C'est un spin-off de la série Jimmy Neutron. Dans la version originale, Jeffrey Garcia prête toujours sa voix à Sheen, Bob Joles à Nesmith et Rob Paulsen à Doppy. À l'origine, la série est produite par CORE à Toronto, mais, après la fermeture de ce dernier, c'est Bardel Entertainment, à Vancouver, qui se charge de la production. La série est diffusée en parallèle avec TUFF Puppy. Depuis le 4 mai 2012, Nicktoons diffuse les nouveaux épisodes.
En France, la série est diffusée sur Nickelodeon France depuis le 3 septembre 2011, sur Canal+ Family depuis le 3 janvier 2012 et sur M6 (nom du programme M6 Kid).

## Synopsis
Sheen Guevera Estevez, gamin hyperactif venant de Rétroville, se retrouve sur une planète à quatre millions d'années-lumière de la Terre ! Après avoir accidentellement mis en marche le vaisseau spatial de Jimmy Neutron, Sheen s'envole et s'écrase sur Zeenu, une planète en forme d'arbre, peuplée d'étranges créatures et dotée d'une technologie plus que limitée. L'empereur de ce monde peu commun l'accueille comme le messie : il attend depuis longtemps un visiteur venu d'une autre galaxie pour apporter paix, prospérité et joie éternelle !

## Distribution

### Voix anglophones
- Jeff Garcia : Sheen Estevez
- Bob Joles : M. Nesmith
- Jeff Bennett : Dorkus Aurelius, Bobb, Grish
- Thomas Lennon : Pinter
- Fred Tatasciore : l'empereur et Chock Chock
- Candi Milo : la princesse OomLout
- Rob Paulsen : Doppy Dopweiler
- Soleil Moon Frye : Aseefa
- Carlos Alazraqui : Emcee

### Voix françaises
- Axel Kiener : Sheen Estevez
- Pierre Tessier : M. Nesmith
- Pierre-François Pistorio : Dorkus Aurelius
- Gabriel Le Doze : l'empereur
- Camille Donda : la princesse OomLout
- Donald Reignoux : Carl Wheezer (épisode 2), Doppy Dopweiler
- Ingrid Donnadieu : Aseefa
- Véronique Augereau : la maman de Doopy
- Marc Saez : Ultra Lord

Source et légende : Voix françaises sur RS Doublage

## Différences avecJimmy Neutron
Planet Sheen possède un style d'animation différent de celui de Jimmy Neutron — le studio de production de ce dernier, DNA Productions, a fermé en 2006. Il n'est également jamais mention de Libby, la petite amie de Sheen dans Jimmy Neutron à la fin de la série. L'obsession du super héros préféré de Sheen, Ultra Lord, est beaucoup moins présente dans Planet Sheen que dans Jimmy Neutron.

## Épisodes
| Saison | Saison | Episodes | États-Unis      | États-Unis      | France           | France        |
| Saison | Saison | Episodes | Début de saison | Fin de saison   | Début de saison  | Fin de saison |
| ------ | ------ | -------- | --------------- | --------------- | ---------------- | ------------- |
|        | 1      | 26       | 2 octobre 2010  | 15 février 2013 | 3 septembre 2011 |               |

Un épisode est constitué de deux histoires indépendantes de 11 minutes chacune, excepté pour les épisodes 1 et 24.
1. Épisode pilote (Pilot)
2. Mignon tout plein / Le Garçon d'à côté (Is This Cute? / The Boy Next Dorkus)
3. Où est passé Chock ? / Rien que des amis (What's Up Chock? / Joust Friends)
4. Briller pour un jour / L'Homme de pain bien élevé (Sheen for a Day / Well Bread Man)
5. Couper le cordon / Procès avec Jerry (Cutting the Ultra-Cord / Trial by Jerry)
6. Faire semblant / Torzilla (Keeping Up with the Gronzes / Torzilla)
7. Prends tout, donne rien / La Peur apprivoisée (Thanksgetting / There's Something About Scary)
8. Acte 1, Sheen 1 / Costume de billet d'argent (Act I, Sheen I / Money Suits Sheen)
9. Lavage Sheen / En plein d'énigme avec toi (Washing My Sheen / Stuck in the Riddle with You)
10. La Prise de Oomlick / Voyage autour de Chock (The Oomlick Maneuver / Chock Around the Clock)
11. Touché au premier coup / Unité de combat contre les monstres (Ooze on First / Monster Fighting Combat Strike Force)
12. Faire d'un compliment deux insultes / C'est Sheen vu (To Chill A Mocking Blurg / Now You Sheen It)
13. Invités désespérés / Nesvidanya (Desperate Houseguests / Nesvidanya)
14. Sheen a dit / Hippo-cryte (Sheen Says / Hippocratic Oaf)
15. Expresheenisme / Il faut y aller (ExpreSheenism / Gotta Go)
16. Une ma-Sheen bien huilée / Enchaîné (A Well Oiled Fighting Ma-Sheen / Dorkus in Chains)
17. Chapeau, l'artiste / La Langue bien pendue (He Went Hataway / Tongue-Tied)
18. Le Ventriloque / Ça va Roover ! (Nesmith Is Spoken For / Feeling Roovy)
19. Moustache / Énorme Pagaille (Shave the Last Dance for Me / Berry Big Trouble)
20. Bouc-émissaire / Haute Cuisheen (Scape Doat / Haute CuiSheen)
21. La Métamorphosheen / Missheen impossible (MetamorphoSheen et MiSheen Impossible)
22. Sheenario cauchemar / Un bébé drakbog trop craquant (Nightmare Sheenario / Drak-A-Bye-Baby)
23. Sheen fait la course / La Quaransheen (Sheen Racer / QuaranSheen)
24. La Quête de la banane (Banana Quest)
25. La Belle et la Bête / Haleine mortelle (Raging Belle / Breath Wish)
26. Le Boulet / L'Attaque des Wedgeurs (Blunderlings / Dawn of the Wedge)